# 沙梨頭北街／筷子基北灣 (巴士總站)
沙梨頭北街／筷子基北灣（葡萄牙語：Rua Norte do Patane / Bacia Norte do Patane）位於澳門花地瑪堂區沙梨頭北街的一個終點站。新福利26、26A路線，澳巴N1A、N1B、N2路線以本站為終點站；新福利5X路線，澳巴8A路線停靠本站。

## 歷史
- 2006年10月17日起，隨著沙梨頭南街一帶居住人口增加，對該區的公共巴士服務需求相應提升，本站開設。[1]

- 2008年12月7日起，交通事務局進行第一階段巴士路線調整，26、26A路線總站由筷子基總站遷移至本站。[2]

- 2011年6月12日起，N1、N2路線總站由白朗古將軍馬路調整至本站；23路線取消停靠本站。[3]

- 2012年6月1日起，N1路線分拆為N1A、N1B路線，兩線以本站為總站。[4]

- 2014年12月18日起，N4路線開設，以本站為總站。[5]

- 2016年1月16日起，5X路線總站調整至本站。[6]

- 2016年5月7日起，MT4路線延長至本站。[7]

- 2016年8月29日起，51A路線開設，新增停靠本站。[8]

- 2017年2月25日，51A路線取消停靠本站。MT4路線總站由本站延伸至關閘總站，取消停靠本站。[9]

- 2017年8月23日至31日，因關閘總站受到超強颱風天鴿帶來的嚴重風暴潮破壞需暫停使用，MT4路線一度以本站為臨時總站。[10][11]

- 2018年6月30日至8月16日，因新馬路排水系統工程影響，26AT路線臨時開設，以本站為總站。[12][13]

- 2021年8月7日起，為配合青茂口岸即將開通，5X路線總站改為青洲坊總站，往青洲坊方向停靠此站。[14]

- 2022年5月23日起，因配合跨境工業區邊檢大樓臨時通關時間措施，N4路線暫停營運。[15]

- 2022年7月23日至8月7日，MT4S路線臨時開設，以本站為總站。[16][17]

- 2024年4月7日起，8A路線新增停靠本站。[18]

## 設施
- 站長室
- 服務室
- 詢問處
- 候車亭

## 路線資料

### 終點站路線資料
| 新福利 | 26  | 筷子基北灣 | ↺ 路環市區                  | - 青洲大馬路（聖德蘭學校、台山街市） - 提督馬路（賈梅士商業中心、紅街市） - 沙梨頭（華寶工業大廈、海邊新街） - 十六浦 - 河邊新街（司打口、下環） - 媽閣廟及媽閣交通樞紐（ 輕軌媽閣站） - 旅遊塔 - 氹仔海濱休憩區 - 海洋花園（海洋廣場、衛生中心）（ 輕軌海洋站） - 柯維納馬路及南新花園（ 輕軌馬會站） - 華寶及花城 - 湖畔大廈 - 海灣花園（海城閣） - 北安（出入境事務大樓） - 氹仔客運碼頭（ 輕軌氹仔碼頭站） - 澳門機場（ 輕軌機場站） - 科大醫院及科技大學 - 路氹連貫公路（新濠天地、倫敦人） - 蓮花路停車場（ 輕軌蓮花站） - 石排灣（公屋群及郊野公園） - 路環警察訓練營 |
| 新福利 | 26A | 筷子基北灣 | 黑沙海灘                    | - 青洲大馬路（聖德蘭學校、台山街市） - 提督馬路（賈梅士商業中心、紅街市） - 沙梨頭（華寶工業大廈、海邊新街） - 十六浦 - 新馬路 - 亞馬喇前地 - 史伯泰（麗景灣酒店） - 氹仔市區（泉澧、泉亮） - 澳門運動場（ 輕軌運動場站） - 望德聖母灣（軍營 輕軌排角站、紅樹林） - 路氹連貫公路（新濠天地、倫敦人） - 蓮花路停車場（ 輕軌蓮花站） - 石排灣（公屋群及郊野公園） - 路環（警察訓練營、市區、少年感化院） - 竹灣（燒烤公園、海灘、豪園） - 海蘭花園 |
| 澳巴   | N1A | 筷子基北灣 | ↺ 亞馬喇前地                | - 青茂口岸及聖德蘭學校 - 台山（台山街市、巴波沙） - 看台街及祐漢街市 - 黑沙環（黑沙環公園、廣華） - 外港碼頭 - 皇朝（宋玉生廣場、永利、美高梅） |
| 澳巴   | N1B | 筷子基北灣 | ↺ 亞馬喇前地                | - 青茂口岸及聖德蘭學校 - 逸園賽狗場 - 提督馬路（賈梅士商業中心、聚龍軒） - 沙梨頭（華寶工業大廈、水上街市、海邊新街） - 十六浦 - 新馬路及殷皇子馬路 |
| 澳巴   | N2  | 筷子基北灣 | 氹仔客運碼頭 輕軌氹仔碼頭站 | - 青茂口岸及聖德蘭學校 - 台山（台山街市） - 提督馬路（賈梅士商業中心） - 高士德（紅街市、賈伯樂） - 勵庭海景酒店 - 皇朝（觀音像休憩區、文化中心、柏嘉街、美高梅、永利） - 亞馬喇前地 - 南灣（新八佰伴、南灣湖、旅遊塔） - 氹仔海濱休憩區 - 氹仔市區（泉澧、氹仔中央公園、華寶、花城） - 湖畔大廈 - 氹仔嘉樂庇馬路（茵景園、大潭山壹號） - 偉龍馬路（土木工程實驗室） |

### 中途站路線資料
| M95/2  | M95/2 | 沙梨頭北街／筷子基北灣 Rua Norte do Patane / Bacia Norte do Patane | 沙梨頭北街／筷子基北灣 Rua Norte do Patane / Bacia Norte do Patane | 沙梨頭北街／筷子基北灣 Rua Norte do Patane / Bacia Norte do Patane | 沙梨頭北街／筷子基北灣 Rua Norte do Patane / Bacia Norte do Patane |
| 營運商 | 路線  | 出發地                                                             | 目的地                                                             | 途經地點                                                           | 備註                                                               |
| ------ | ----- | ------------------------------------------------------------------ | ------------------------------------------------------------------ | ------------------------------------------------------------------ | ------------------------------------------------------------------ |
| 新福利 | 5X    | ↺ 皇朝                                                             | 青洲坊                                                             |                                                                    | 快線 平日尖峰時段服務 例假日及公眾假期停駛                         |
| 澳巴   | 8A    | ↺ 亞馬喇前地                                                       | 工業園街                                                           | - 青茂口岸及青蔥大廈 - 青翠花園                                    |                                                                    |

## 爭議
- 2011年7月30日，一批新福利汽車司機因不滿新運作模式開始後，公司將重新計算年資，而聚集在本站，醞釀集體罷工，一度超過兩百人，在新澳門學社立法議員吳國昌及陳偉智斡旋下，交通事務局局長汪雲當晚立即邀約新福利公司管理層，並即時化解罷工危機。

## 鄰近公共運輸站
M26 筷子基總站（Fai Chi Kei / Terminal）
路線：1A、4、32、33
M108 俾若翰街／綠楊花園（R. do Comandante João Belo / Edf. Lok Yeung Fa Yuen）
路線：1A、3X、5X、32、51A、101X、H2、MT4、N2

## 外部連結
- 新福利官方網站 （繁體中文） （页面存档备份，存于）
- 澳巴官方網站 （繁體中文） （页面存档备份，存于）